# Meniscocephalus notialis
Meniscocephalus notialis är en stekelart som beskrevs av Hayat 2003. Meniscocephalus notialis ingår i släktet Meniscocephalus och familjen sköldlussteklar. Inga underarter finns listade i Catalogue of Life.